# Leopold von Plessen (Diplomat, 1894)

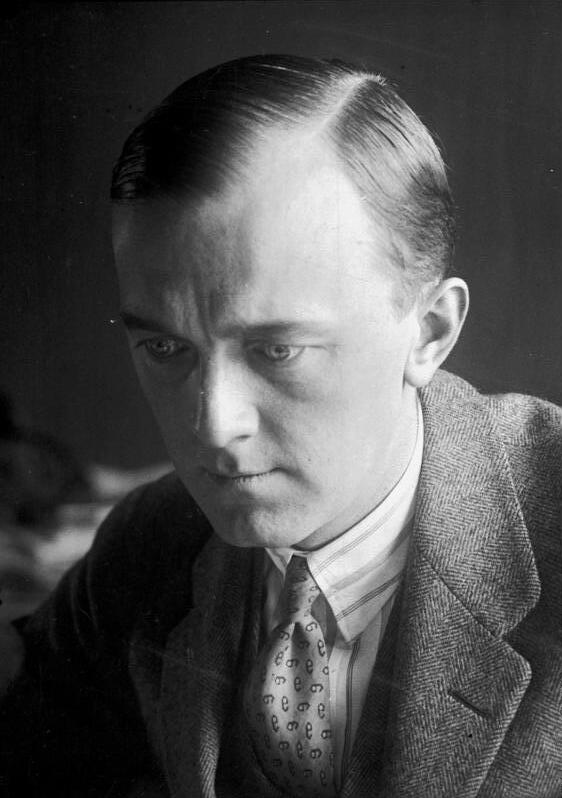
Leopold von Plessen (1928)

Leopold Baron von Plessen (* 13. Juni 1894 in Darmstadt; † 1. Februar 1971 in Bangkok) war ein deutscher Diplomat.

## Leben
Leopold von Plessen entstammte dem ursprünglich edelfreien mecklenburg-holsteinischen Adelsgeschlecht von Plessen.
Der Sohn des Gutsbesitzers zu Nehmten in Holstein, Rittmeisters d.R.,  kaiserlichen Wirklichen Geheimen Rats, preußischen Gesandten und bevollmächtigten Ministers a. D., Ludwig Mogens Graf von Plessen-Cronstern und dessen Ehefrau Leopoldine, geb. Gräfin Hoyos, befand sich während des Ersten Weltkrieges von 1914 bis 1919 in der Internierung in England und absolvierte dort ein Studium. 1920 schloss er das Studium ab und war anschließend als Referendar tätig und trat noch im gleich Jahr in den Diplomatischen Dienst.
Zunächst war er 1921 für einige Zeit Stellvertretender Vertreter des Auswärtigen Amtes beim Reichskommissar für die besetzten rheinischen Gebiete. Anschließend war er zwischen 1921 und 1926 Legationssekretär an der Botschaft in den USA. Nach seiner Rückkehr nach Deutschland wurde er 1927 Legationssekretär im Sonderreferat W des Auswärtigen Amtes. 1928 wurde er Konsul im Generalkonsulat Kalkutta und 1929 nach der Verabschiedung von August Friedrich Feigel als Gesandtschaftsrat Geschäftsträger der Gesandtschaft in Afghanistan.
1929 kehrte er nach Berlin zurück und wurde dort zunächst Mitarbeiter in der Referatsgruppe Wirtschaft. Anschließend war er von 1930 bis 1932 kommissarischer Leiter des Konsulats Nairobi. 1932 wurde er Mitarbeiter der Gesandtschaft in China und wechselte 1933 als Mitarbeiter an die Botschaft in England. Nach Tätigkeiten als kommissarischer Leiter der Konsulate Colombo und Yokohama im Jahr 1934 kehrte er 1935 an die Gesandtschaft in China zurück und blieb dort als Mitarbeiter tätig. 1937 erfolgte seine Ernennung zum Konsul in Colombo, ehe er von 1939 bis 1940 Wahlkonsul in Surabaya war. Zwischen 1940 und 1941 war er im Range eines Konsuls Leiter der Außenstelle der Botschaft in China in Chongqing. 1941 wechselte er als Mitarbeiter an die Gesandtschaft in Thailand.
Nach dem Ende des Zweiten Weltkriegs blieb er in Bangkok, wurde jedoch nach der Einrichtung des Bundesaußenministeriums 1951 nicht mehr in den diplomatischen Dienst übernommen. Für seine Verdienste wurde ihm 1955 durch einen Wiedergutmachungsbescheid der Rang eines Gesandtschaftsrats a. D. Erster Klasse verliehen.
Leopold von Plessen war seit dem 8. August 1949 mit der US-Amerikanerin Eleanor Whiting verheiratet, die bereits wenige Wochen nach der Hochzeit, am 1. September 1949 in San Francisco starb.